# Normalår
Et Normalår eller normalt år er det, man forbinder med et normalt kalenderår, dvs. et år med 365 kalenderdage og intet andet. Normalår er med andre ord nøje forbundet med den periode, det tager for Jorden at fuldføre et helt kredsløb omkring Solen.
I den nutidige, gregorianske kalender, har normalåret 365 dage. Dette står i modsætning til de såkaldte skudår, som har 366 dage. Denne uregelmæssighed skyldes den kendsgerning, at jordens omløbstid ikke – som man plejer at sige – varer 365 døgn, men i stedet 365,242181 døgn (status pr. 1/1 2000 ). Kalenderen giver plads til den ekstra fjerdedel ved at indskyde en skuddag hvert fjerde år (kaldet skudår), sådan at februar måned i disse år varer 29 dage og ikke som normalt 28 dage. Tilbage står en rest på ekstra 0,006 døgn, og det korrigeres der for ved kun at lade hvert fjerde hele århundrede være skudår.